# Holorusia lineaticeps
Holorusia lineaticeps är en tvåvingeart som först beskrevs av Edwards 1932.  Holorusia lineaticeps ingår i släktet Holorusia och familjen storharkrankar. Inga underarter finns listade i Catalogue of Life.